# Imperfections
«Imperfections» es una canción grabada por la cantante canadiense Céline Dion para su duodécimo álbum de estudio en inglés, Courage (2019). Fue escrita por Lauv, Michael Pollack, Nicholas Perloff-Giles y DallasK  y producida por DallasK. Se lanzó como descarga digital el 18 de septiembre de 2019.

## Antecedentes y lanzamiento
Fue escrita por el cantautor estadounidense Lauv, el DJ y productor estadounidense DallasK, Michael Pollack y Nicholas Perloff-Giles, y producida por DallasK. Junto con las canciones «Lying Down» y «Courage», se lanzó como descarga digital el 18 de septiembre de 2019, el día en que Dion comenzó su gira Courage World Tour. Es una pista de baile de tempo medio con un ritmo electrónico, que se centra en la autocrítica.
Comenzó a sonar en la radio contemporánea para adultos en los Estados Unidos el 30 de septiembre de 2019. El 7 de diciembre de 2019, se agregó a la lista B en la lista de reproducción al aire de BBC Radio 2 en el Reino Unido. El 26 de febrero de 2020, se lanzó una nueva versión simplificada en Spotify, junto con la versión de Dion de «Wicked Game» con Chris Isaak.

## Recepción crítica
La canción recibió críticas positivas. Según A Bit of Pop Music, es una buena canción con producción radio pop contemporánea. Es muy 2019 y muy Celine Dion al mismo tiempo. Las letras son simples, al igual que las voces de Dion. Mike Wass de Idolator la describió como la canción más contemporánea de Dion en años, con un estribillo pegadizo sobre la autorreflexión.

## Video musical
El video musical fue dirigido por Gabriel Coutu-Dumont y producido por Sailor Productions/Silent Partners Studio. Fue filmado completamente en blanco y negro, con Dion ocupando la pantalla con varios vestidos y conjuntos de alta gama. El video musical se lanzó el 26 de septiembre de 2019. Emily Zemler de Rolling Stone lo calificó de evocador, con una estética glamorosa detrás de escena de Hollywood. Al final del video musical, Dion aparece completamente sin maquillaje, lo que está en sintonía con el mensaje de la canción: «Tengo mis propias imperfecciones/Tengo mi propio conjunto de cicatrices para ocultar».
Nicholas Hautman de Us Weekly lo llamó deslumbrante en todo, desde un vestido negro hinchado hasta un vestido blanco sin tirantes. «Mientras la canción continúa sonando, Dion regresa a su camerino y se limpia el rostro con una toallita desmaquillante, dejando al descubierto su belleza natural», señaló. Rebecca Alter de Vulture dijo que era perfecto continuando, «la reina Céline hace un trabajo francamente abismal al convencernos de que ella es cualquier cosa menos perfecta, cantando con una voz perfecta sobre sus deficiencias mientras se atrofia perfectamente en alta costura».

## Posicionamiento en listas
| Listas (2019-20)                           | Mejor posición |
| ------------------------------------------ | -------------- |
| Bélgica (Ultratip Bubbling Under) Flanders | 9              |
| Bélgica (Ultratop 50) Wallonia             | 17             |
| Canadá (Canadian Hot 100)                  | 69             |
| Canadá AC (Billboard)                      | 5              |
| Canadá Hot AC (Billboard)                  | 40             |
| Croacia (HRT)                              | 32             |
| Escocia (Official Charts Company)          | 97             |
| Estados Unidos (Adult Contemporary)        | 11             |
| Estados Unidos (Pop Digital Song Sales)    | 23             |
| Francia (SNEP Sales Chart)                 | 43             |
| Quebec (ADISQ Digital Sales Chart)         | 1              |
| Quebec (ADISQ Radio Chart)                 | 1              |

| Listas (2020)                       | Mejor posición |
| ----------------------------------- | -------------- |
| Estados Unidos (Adult Contemporary) | 26             |

## Historial de lanzamiento
| País           | Fecha                    | Formato                      | Discográfica | Ref.   |
| -------------- | ------------------------ | ---------------------------- | ------------ | ------ |
| Varios         | 18 de septiembre de 2019 | Descarga digital y Streaming | Columbia     | [ 2 ]  |
| Estados Unidos | 30 de septiembre de 2019 | Adult contemporary radio     | Columbia     | [ 4 ]  |
| Italia         | 4 de octubre de 2019     | Contemporary hit radio       | Columbia     | [ 28 ] |
| Reino Unido    | 7 de diciembre de 2019   | Adult contemporary radio     | Columbia     | [ 5 ]  |
| Varios         | 26 de febrero de 2020    | Streaming                    | Columbia     | [ 7 ]  |